# Tống Tử Văn
Tống Tử Văn (chữ Hán: 宋子文; bính âm: Sòng Zǐwén; 1894–1971) là một doanh nhân và chính trị gia nổi bật đầu thế kỷ 20 tại Trung Hoa Dân Quốc. Cha ông là Tống Gia Thụ có ba người con gái, chính là ba chị em họ Tống nổi tiếng. Tên thánh của ông là Paul, nhưng ông thường được biết tới với tên tiếng Anh T. V. Soong. Là anh em với 3 chị em Tống gia, Tống Tử Văn có ba người anh em rể nổi tiếng là Tôn Trung Sơn, Tưởng Giới Thạch và Khổng Tường Hy.
Ông từng 2 lần làm Viện trưởng Hành chính viện Trung Hoa Dân Quốc (tương đương chức vụ Thủ tướng Trung Hoa Dân Quốc) dưới thời của Chủ tịch Uỷ ban Chính phủ Quốc dân Trung Hoa Dân Quốc (tổng thống Trung Hoa Dân Quốc) Tưởng Giới Thạch.

## Tiểu sử
Sinh ra tại Thượng Hải, Tống theo học tại Đại học St. John's, Thượng Hải trước khi sang Đại học Harvard. Sau khi tốt nghiệp năm 1915 với bằng cử nhân kinh tế học, ông làm việc một thời gian ngắn tại Tổ hợp Ngân hàng Quốc tế, New York và học một số lớp tại Đại học Columbia.
Sau khi trở về Trung Hoa, ông làm việc cho một vài tập đoàn công nghiệp rồi được Tôn Dật Tiên cử ra quản lý tài chính cho Chính phủ Quảng Đông. Sau Chiến tranh Bắc phạt thắng lợi năm 1927, Tống giữ nhiều chức vụ khác nhau trong Chính phủ Quốc dân đảng. Ông từng là Thống đốc Ngân hàng Trung ương Trung Hoa và Bộ trưởng Tài chính (1928–1931, 1932–1933). Trên cương vị Bộ trưởng Tài chính, ông có công cân bằng ngân sách của chính phủ. Ông từ chức năm 1933, do bất mãn với sự nhân nhượng Nhật Bản của Tưởng Giới Thạch. Sau ông giữ chức Bộ trưởng Ngoại giao (1942–1945) và Viện trưởng Hành chính viện (1945–1947). Chức vụ sau cùng của Tống là đại diện Trung Hoa tại Hội nghị San Francisco vào tháng 4 năm 1945, về sau trở thành Liên Hợp Quốc.
Tống từng đảm nhiệm việc đàm phán với lãnh tụ Liên Xô Joseph Stalin về lợi ích của Liên Xô tại Trung Quốc, từng đến Moscow để thuyết phục Stalin quay lưng lại với Đảng Cộng sản Trung Quốc. Tống đồng ý với Stalin về vấn đề đường sắt Mãn Châu và nền độc lập của Triều Tiên, nhưng từ chối sự can thiệp quân sự của Nga Xô vào Tân Cương hay Mãn Châu, cũng tỏ ý rằng Trung Hoa và Liên Xô có thể "chia sẻ" Mông Cổ. Tống "nói cứng" với Stalin, đi thẳng vào vấn đề và thậm chí dùng cả người Mỹ làm chỗ dựa để ra yêu sách với Stalin. Khi Hiệp ước Trung-Xô được ký, Trung Hoa nhượng cho Liên Xô vùng Ngoại Mông, căn cứ hải quân Port Arthur (nhưng vẫn do người Trung Hoa kiểm soát về dân sự) và quyền đồng sở hữu đường sắt Mãn Châu. Tống cũng thuyết phục được Stalin thừa nhận Trung Hoa Dân Quốc là chính quyền hợp hiến duy nhất của Trung Hoa, chấp nhận viện trợ cho quân đội Trung Hoa Dân Quốc, cũng như đưa ra một thỏa thuận miệng theo đó quân đội Xô viết sẽ rút khỏi Mãn Châu. Nhưng hiệp ước của Tống ký với Stalin không chấm dứt được xung đột với phe Cộng sản, và Nội chiến Trung Hoa tiếp diễn. Stalin trước đó đã nói với người Mỹ rằng Tổng thống Roosevelt nên thông báo với Tưởng Giới Thạch về những tham vọng của Nga Xô tại Mãn Châu, tại Hội nghị Yalta, trước cả khi Stalin thông báo với Tống.
Trong những năm chiến tranh, ông cung cấp tài chính cho lực lượng "Phi Hổ" – lực lượng tình nguyện Hoa Kỳ thuộc Không lực Hoa Kỳ do tướng Claire Chennault phụ trách trên danh nghĩa là một nhân viên Ngân hàng Trung Hoa. Trong dự án này, ông thường làm việc với em gái, Bà Tưởng Giới Thạch (Tống Mỹ Linh). Ông từng nói với John Paton Davies, Jr., một trong những học giả về Trung Quốc (China Hands), rằng không có một bản ghi nhớ nào của Bộ Ngoại giao Hoa Kỳ gửi từ Trung Hoa mà ông không đọc được.
Sau khi Quốc dân đảng thất bại trong Nội chiến Trung Hoa, ông sang New York sống tới khi mất ở tuổi 77. Ông vẫn là một nhân vật có ảnh hưởng trong nhóm China Lobby. Tống lên cơn đau tim và mất tại San Francisco trong lúc đang tiến hành một thương vụ vào tháng 4 năm 1971.
Tống kết hôn với bà Trương Nhạc Di (張樂怡, Zhang Leyi).